# Constitución de la Monarquía romana
La constitución de la Monarquía romana fue un conjunto no escrito de las directrices y los principios originados principalmente a través de los precedentes. Durante los años de la Monarquía romana, la disposición constitucional se centró en el rey, que tenía la facultad de designar a sus asistentes y delegar en ellos sus competencias específicas. El Senado, dominado por la aristocracia, fue el consejo asesor del rey. A menudo, el rey pidió el voto del Senado sobre cuestiones diversas, pero era libre de ignorar los consejos recibidos. El rey también podría solicitar una votación sobre diversos asuntos a la Asamblea popular, que también era libre de ignorar. La Asamblea popular era el vehículo mediante el cual el pueblo de Roma podía expresar sus opiniones. En ella, el pueblo se organizó según sus curias.